# 吉勒·福科尼耶
吉勒·福科尼耶（法語：Gilles Fauconnier，法語發音：[ʒil fokɔˈnje]，1944年8月19日—2021年2月3日），法国语言学家、认知科学家，聖地牙哥加利福尼亞大學认知科学系教授。提出了“心理空间”和“概念整合”等理论。

## 生平
1965年毕业于巴黎综合理工学院数学物理系，获工学学士学位。1967年在巴黎大学取得数学高等深入研究文凭，1971年获得聖地牙哥加利福尼亞大學语言学博士学位，1973年获得巴黎第八大学语言学博士学位，1976年获得巴黎第七大学人文科学荣誉博士学位。1966年至1978年，在巴黎国家科学研究中心从事科研工作。1978年至1987年，在巴黎第八大学语言科学系任教授。1988年在美国聖地牙哥加利福尼亞大學认知科学系任教授。2008年5月，在北京航空航天大学进行为期半个月的学术交流活动。

## 学术贡献
2003年，他和马克·特纳出版了认知科学领域著作《我们思考的方式：概念整合和人类心智的隐匿复杂性》，探讨了“概念整合”理论，揭示了自旧石器时代后期概念整合是如何成为现代人类认知基础的。